# Dandinashivara, Turuvekere
Dandinashivara là một làng thuộc tehsil Turuvekere, huyện Tumkur, bang Karnataka, Ấn Độ.